# مهره (بدن)
هر مهره (انگلیسی : vertebra) قسمتی از ستون مهره‌ها (Vertebral column) بوده که تعداد آن‌ها در افراد طبیعی نابالغ ، ۳۳ عدد است. اندازه و شکل آن‌ها در نواحی مختلف ستون مهره‌ها متفاوت است. به عنوان مثال مهره‌های ناحیه کمر به علت تحمل فشار بیشتر، نسبت به مهره‌های گردنی بزرگتر بوده، ولی سوراخ مهره‌ای کوچکتری درمقایسه با مهره‌های ناحیه گردنی دارند.
دو مهره آخر ستون فقرات، خاجی و دنبالچه نام دارد. استخوان خاجی به دو استخوان بی‌نام (هیپ) متصل می‌شود. از اتصال سطح مفصلی استخوان خاجی با سطوح مفصلی استخوان‌های بی نام، مفصل خاجی خاصره‌ای (ساکروایلیاک) در هر طرف ایجاد می‌گردد. این مفصل در انتقال وزن سر و گردن و تنه به کمربند لگنی که در نهایت به اندام تحتانی منتقل می‌شود، نقش دارد.

## ترتیب مهره‌ها
در انسان ترتیب مهره‌ها در ستون فقرات یک فرد طبیعی نابالغ شامل موارد زیر است:
- هفت مهرهٔ گردنی (Cervical vertebrae)(7)
- دوازده مهرهٔ سینه‌ای (Thoracic vertebrae)(12)
- پنج مهرهٔ کمری (Lumbar vertebrae)(5)
- پنج مهرهٔ خاجی (استخوان خاجی) (Sacrum)(5)
- چهار مهرهٔ دنبالچه‌ای (استخوان دنبالچه) (Coccyx)(4)

در بزرگسالان پنج مهره خاجی به یک استخوان خاجی (ساکروم) و چهار مهره دنبالچه‌ای به یک استخوان دنبالچه (کوکسیکس) تبدیل می‌شوند.

## اجزای یک مهره
هر مهره از دو قسمت تشکیل می‌گردد (به جز مهره اول و دوم گردنی یعنی اطلس و آکسیس):
- بخش جلویی به نام جسم مهره (تنه مهره) که به انگیسی Body می‌گویند.
- بخش پشتی (خلفی) به نام قوس مهره‌ای[۱]

از اتصال دو انتهای قوس مهره‌ای به جسم مهره، سوراخ مهره‌ای ایجاد می‌شود. سوراخ‌های مهره‌ای در طول ستون فقرات همراه با رباط‌های زرد، مجرای مهره‌ای یا مجرای نخاعی را می‌سازند که طناب نخاعی در آن جای می‌گیرد. رباط زرد (فلاوم) که رباط میان تیغه‌ای نامیده می‌شود، در اتصال تیغه‌ها (لامیناها) ی قوس مهره‌ها در یک طرف نقش دارند.

آناتومی یک مهره

### جسم مهره
جسم مهره یک توده استوانه‌ای است که قسمت جلویی (قدامی) مهره را تشکیل می‌دهد. دیسک‌های بین مهره‌ای در ستون فقرات به صورت صفحه‌ای بر روی جسم مهره‌ها قرار می‌گیرند که مهم‌ترین وظیفه آن‌ها، تحمل وزن و کاهش شدت ضربات وارده به ستون مهره‌ها است.

### قوس مهره‌ای
قوس مهره‌ای، قسمت پشتی (خلفی) مهره را تشکیل می‌دهد که شامل دو نیم قوس است. یک قوس مهره‌ای دارای دوپایه (پدیکول) و هم‌چنین دو تیغه (لامینا) است که پایه در جلو و تیغه در عقب قرار دارد.
هر قوس مهره‌ای دارای هفت زائده‌است که عبارتنداز:
- یک زائده خاری که از اتصال دو تیغه قوس مهره‌ای در عقب ایجاد می‌گردد.
- دو زائده عرضی
- دو زائده مفصلی فوقانی
- دو زائده مفصلی تحتانی

در قسمت بالا و زیر هر پایه (Pedicle) یک بریدگی قراردارد. بریدگی‌های فوقانی و تحتانی هر دو مهره‌ای که روی یکدیگر قرار می‌گیرند، سوراخ بین مهره‌ای را می‌سازند که محل خروج یا ورود عصب نخاعی و عروق خونی است.